# Shake Ya Tailfeather
Shake Ya Tailfeather ist ein Rapsong der Rapper Nelly, P. Diddy und Murphy Lee, veröffentlicht 2003 als Soundtrack zum Film Bad Boys II. Es erreichte Platz 1 in den Billboard Hot 100 und wurde Nellys dritter, P. Diddys vierter und Murphy Lees erster Nummer-eins-Hit in den USA.
Im Musikvideo sind Esther Baxter und Playboygirl Hiromi Oshima als Gäste zu sehen. Das Video wurde in der Florida State University aufgenommen. Nelly rappt den ersten Vers und die Bridge, P. Diddy rappt den zweiten Vers und Murphy Lee den dritten.
Der Song gewann den Grammy in der Kategorie „Beste Rap Performance eines Duo oder einer Gruppe“.